# Société internationale de transfusion sanguine
La Société Internationale de Transfusion Sanguine (SITS), aussi connue sous le nom de The International Society for Blood Transfusion (ISBT), est une société scientifique, fondée en 1935, qui a pour but de promouvoir l'étude de la transfusion sanguine, et de répandre le b.a.-ba des pratiques selon lesquelles la science et la médecine de transfusion sanguine peuvent servir au mieux les intérêts des patients. Le bureau principal de la société est à Amsterdam, mais ses membres sont répartis dans 85 pays. Le président de la société est le Professeur Ravi Reddy. Le secrétaire-général est le Dr. Roger Dodd.
La société organise des conférences internationales et regionales, et met sur pied une uniformisation et une harmonisation politiques du secteur de la transfusion sanguine. Un exemple récent est un système de code-barres standardisé pour les transfusions sanguines: le ISBT 128 pour les produits du sang.
L'autre impact majeur sur la communauté de transfusion est la classification des différents systèmes de groupes sanguins humains selon une nomenclature commune. La ISBT tient un répertoire des donneurs possédant de rares antigènes (antigènes privés) ou dépourvus d'antigènes très fréquents (antigènes publics). Recensement qui implique souvent des recherches internationales, et une terminologie commune est cruciale pour cela.
La ISBT collecte et distribue des fonds pour la recherche impliquant le sang et les activités liées à la transfusion, incluant la recherche dans les pays en voie de développement. À travers la publication de Blackwell, la société publie un journal de recherche qui s'intitule Vox Sanguinis, aussi connue sous le nom de Vox sang. La société publie aussi un autre journal de recherche qui s'intitule Science Series.